# E.C. Coleman
E.C. Coleman Jr. (ur. 25 września 1950 we Florze) – amerykański koszykarz występujący na pozycji skrzydłowego, zaliczany do składów najlepszych obrońców NBA.

## Osiągnięcia
NBA
- Wybrany do:
  - I składu defensywnego NBA (1977)[1]
  - II składu defensywnego NBA (1978)[1]